# Pino Daniele
Pino Daniele (Nàpols 19 de març de 1955-Roma, 4 de gener de 2015) va ser un músic i cantautor italià.

## Biografia
Va néixer a Nàpols en el si d'una família modesta i va ser el primer de sis fills d'un treballador portuari, va aprendre a tocar la guitarra autodidàcticament. Es va diplomar com a "comptador" en l'institut Armant Diaz de Nàpols.
Inicialment les seves cançons estaven caracteritzades per un fort compromís social i polític; en passar el temps es va orientar a un mercat més popular.
Va tocar a Cuba i al Madison Square Garden amb Bob Marley i amb Bob Dylan, i a més amb els Almamegretta, Jovanotti, Eros Ramazzotti, Claudio Baglioni i Chick Corea; va participar en una gira com a protagonista al costat de Fiorella Mannoia, Francesco De Gregori i Ron.
Va gravar un disc en col·laboració amb Ritchie Havens i un altre en col·laboració amb Gato Barbieri.
Pi Daniele també va compondre la música per a la banda sonora de les pel·lícules "Ricomincio da tre", "Le vie del Signore sono finite" i "Pensavo fosse amore invece era un calesse", totes dirigides pel seu amic Massimo Troisi.
Divorciat de Dorina Giangrande (la seva corista a l'àlbum Terra mia), amb la qual va tenir dos fills, Alessandro i Cristina. Es va tornar a casar amb Fabiola Sciabbarasi, amb la qual va tenir a Sara (a qui va dedicar la cançó a Medina), Sofia (a la qual va dedicar Nuages) i Francesco.
En els últims anys, per raons de salut, va reduir sensiblement el nombre de concerts.

## Discografia
- 1977 - Terra mia
- 1979 - Pi Daniele
- 1980 - Nero a metà
- 1981 - Vai mò
- 1982 - Bella 'mbriana
- 1984 - Musicante
- 1984 - Sciò live (Directe, 2cd)
- 1985 - Ferryboat
- 1987 - Bonne soirée
- 1987 - Le vie del Signore sono finite banda de so de l'homònima pel·lícula de Massimo Troisi
- 1988 - Schizzichea with love
- 1989 - Mascalzone llatí
- 1991 - Un uomo in blues
- 1992 - Sotto 'o sole
- 1993 - Che Dio tu benedica
- 1993 - I sona mo' (Directe)
- 1995 - Senar calpestare i fiori nel deserto
- 1997 - Dimmi cosa succede sulla terra
- 1998 - Yes I Know My Way (Recopilació)
- 1999 - Come un gelato all'equatore
- 2000 - Napul'è - (Recopilació, 2cd)
- 2001 - Medina
- 2002 - Concerto Medina Tour 2001 (Directe amb dos inèdits: "Un cel senza nuvole" i "Bel orizzonte".)
- 2002 - In Tour (amb De Gregori, Fiorella Mannoia i Ron).
- 2002 - Amore senza fini (Recopilació)
- 2004 - Passi d'autore - (Pi Daniele Project)
- 2005 - Iguana café - (Latin Blues i Melodie)
- 2007 - Il mio nome è Pi Daniele e Viu Qui
- 2008 - Ricomincio da 30
- 2009 - Electric Jam
- 2010 - Boogie Boogie Man
- 2012 - La Grande Mare (Nou disc març 2012)